# José Martínez Rives
José Martínez Rives (Madrid, 1820-Burgos, 1895) fue un escritor, profesor, periodista, historiador y dibujante español.

## Biografía
Nació en febrero de 1820 en Madrid. Escritor y catedrático de literatura en el Instituto de Burgos, fue individuo correspondiente en dicha ciudad de la Academia de Nobles Artes de San Fernando. Aficionado al dibujo, algunas de sus creaciones acabaron en la prensa periódica; por ejemplo para un artículo publicado en el Semanario Pintoresco Español, relativo a la catedral de Burgos, realizó un dibujo de «La capilla del Condestable»; y para la descripción del monasterio de las Huelgas, otro. Martínez Rives, que fue autor de una tercera parte del Quijote bajo el seudónimo «El bachiller Avellanado» y escribió textos de arqueología, falleció el 29 de junio de 1895 en Burgos. Fue padre de Manuel Martínez Añíbarro y Rives.